# Glires
Als Glires (deutsch auch Nager) wird ein Taxon bezeichnet, welches die beiden Säugetierordnungen Nagetiere (Rodentia) und Hasenartige (Lagomorpha) zusammenfasst. 
Ursprünglich wurden die Nagetiere mit den Hasenartigen zu einer gemeinsamen Ordnung Glires zusammengefasst. Nachdem dieses Konzept zwischendurch gänzlich verworfen worden war, gibt es neuerdings wieder Befürworter einer Theorie, nach der es eine enge Verwandtschaft zwischen beiden Taxa gebe. Aufgrund der nur bei ihnen zu findenden Merkmale ist die Monophylie der Hasenartigen heute gut begründet und die bereits seit mindestens 70 Millionen Jahren getrennte Entwicklungsgeschichte rechtfertigt die Bildung einer eigenen Ordnung. Nagetiere und Hasenartige lassen sich aufgrund gemeinsamer Merkmale wie der Nagezähne allerdings auf eine nur ihnen gemeinsame Stammart zurückführen, weshalb sie als ein Taxon Glires zusammengefasst werden.
Die Hasenartigen sind demnach die Schwestergruppe der Nagetiere, mit denen sie zu einem gemeinsamen Taxon (Glires) vereint werden. Ihnen werden innerhalb der Euarchontoglires die Euarchonta, bestehend aus Spitzhörnchen (Scandentia), Primaten (Primates) und Riesengleitern (Dermoptera), gegenübergestellt:
|               | Spitzhörnchen (Scandentia)                                                         |
|               |                                                                                    |
| Primatomorpha | \| \| Riesengleiter (Dermoptera) \| \| \| \| \| \| Primaten (Primates) \| \| \| \| |
|               | \| \| Riesengleiter (Dermoptera) \| \| \| \| \| \| Primaten (Primates) \| \| \| \| |
|               | Riesengleiter (Dermoptera)                                                         |
|               |                                                                                    |
|               | Primaten (Primates)                                                                |
|               |                                                                                    |

|  | Riesengleiter (Dermoptera) |
|  |                            |
|  | Primaten (Primates)        |
|  |                            |

|  | Hasenartige (Lagomorpha) |
|  |                          |
|  | Nagetiere (Rodentia)     |
|  |                          |

|               | Spitzhörnchen (Scandentia)                                                         |
|               |                                                                                    |
| Primatomorpha | \| \| Riesengleiter (Dermoptera) \| \| \| \| \| \| Primaten (Primates) \| \| \| \| |
|               | \| \| Riesengleiter (Dermoptera) \| \| \| \| \| \| Primaten (Primates) \| \| \| \| |
|               | Riesengleiter (Dermoptera)                                                         |
|               |                                                                                    |
|               | Primaten (Primates)                                                                |
|               |                                                                                    |

|  | Riesengleiter (Dermoptera) |
|  |                            |
|  | Primaten (Primates)        |
|  |                            |

|  | Hasenartige (Lagomorpha) |
|  |                          |
|  | Nagetiere (Rodentia)     |
|  |                          |